# 윈구이고원

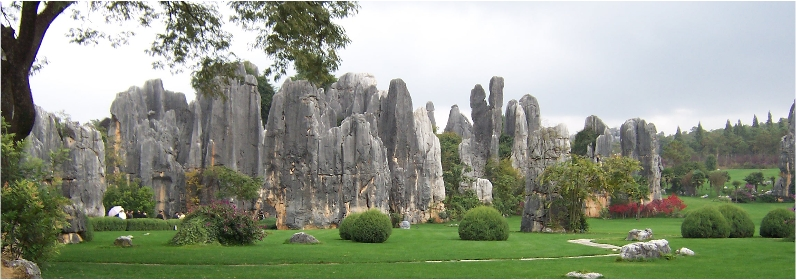
윈난스린

윈구이고원(중국어: 云贵高原, 병음: Yún-Guì Gāoyuán, 운귀고원)은 윈난성 동부에서 구이저우성으로 뻗은 고원이다. 적색사암으로 된 융기준평원으로 동쪽과 남쪽은 하천의 침식이 심하다.

## 강
여러 강이 윈구이고원에서 발원한다. 황하와 장강, 인더스강, 브라마푸트라강이 이곳에서 시작하여 바다로 흘러든다.

## 참고 문헌
- 이 문서에는 다음커뮤니케이션(현 카카오)에서 GFDL 또는 CC-SA 라이선스로 배포한 글로벌 세계대백과사전의 내용을 기초로 작성된 글이 포함되어 있습니다.